# Енергонет-ПС1
Енергонет-ПС1 је флексибилан систем за реализацију X.25 мрежа са комутацијом пакета разних топологија, капацитета и намјена, који је Институт за рачунарске и информационе системе Енергоинвест - ИРИС развијао од 1983. године. Функционисао је у складу са свим релевантним CCITT препорукама, укључујући X.25, X.75, X.3, X.28 и X.29. X.25 мреже које користе комутацију пакета с виртуалним каналима (virtual circuit connection-oriented packet switching), биле су претеча интернетској мрежи, која користи датаграм базирану комутацију пакета (datagram-based packet switching). 
Руководилац пројекта Енергонет-ПС1 био је др Гојко Бабић.

## Основне компоненте система
Основне компоненте система Енергонет-ПС1 биле су:
- комуникациони чворови,
- мрежни управљачки систем - МУС.

### Комуникациони чворови, КМ-ПС1
„Систем Енергонет-ПС1 је могао да подржава до 100 комуникационих чворова са модуларним капацитетом. Капацитет чвора зависио је од броја КМ-ПС1 модула, којих је могло бити до 40. Комуникација између КМ-ПС1 модула се остваривала преко 10Mb/s CSMA/CD (ethernet) технологије, што је у то време био оригиналан, али и контроверзан концепт. Чвор са само једним КМ-ПС1 модулом подржавао је до 32 комуникационе линије, док је чвор са више модула (такозвани велики чвор) могао да подржава до 1.000 линија различитих брзина. Капацитети линија су били до 64Kb/s, што је био технолошки ниво тог времена. Број виртуелних канала (комутираних и перманентних) кроз комуникациони чвор је био од 255 до 10.200 за чвор максималног капацитета.“
„Хардвер КМ-ПС1 модула је укључивао једну плочу са LSI-11 (PDP-11/03) процесором, једну плочу са 2 МБ централне меморије и једну плочу са контролором за флопи диск, одакле се пунила резидентна верзија оперативног система RSX 11M (све DEC производње) и зависно од броја комуникационих линија до 16 плоча ПУСИ-11. Када је КМ-PS1 модул био дио великог чвора, онда би била укључивана и етернет плоча. ПУСИ -11 (Програмабилни универзални серијски интерфејс) развили су стручњаци ИРИС-а у сарадњи са Институтом Јожеф Штефан у Љубљани. ПУСИ-11 је био базиран на процесору Z-80 (4MHz или 6MHz) са 8KB РОМ-а и 56KB РАМ-а и подржавао је 2 комуникационе линије, као и DMA трансфер са LSI-11 меморијом. ROM је укључивао програм интерног тестирања, као и пунилац за преузимање кода из LSI-11, који је онда извршавао Z-80 процесор. Сврха овог модула је била да се растерети LSI-11 процесор те да се имплементирају X.25 функције линијског нивоа (LAPB protocol), као и X.25 функције физичког нивоа, док је LSI-11 извршавао само X.25 функције пакетског нивоа и управљачке функције мреже. Етернет плоча је била комплетан ИРИС-ов дизајн и производња. У то вријеме та плоча је била једно од најелегантијих рјешења за LSI-11 рачунаре. Заузимала је само једно мјесто у рачунару (за разлику од 3COM етернет плоче која је заузимала три слота), што је ослобађало мјеста за додатне ПУСИ-11 плоче у великим чворовима. Дизајн плоче је користио Интел I82586 копроцесор са дуал порт меморијом као везу са LSI-11 процесором, што је омогућавало елегантан софтверски интерфејс. Тако је КМ-PS1 модул био мултипроцесорски систем са једним LSI-11 процесором и до 16 Z-80 процесора. Онда је велики чвор могао да има и преко 100 процесора везаних у лабави мултипроцесорски систем.“

### Мрежни управљачки систем - МУС
„Мрежни управљачки систем - МУС је укључивао мрежни управљачки центар МУЦ (PDP-11 рачунарски систем) и управљачке функције у МУЦ-у и у комуникационим чворовима. За комуникацију између МУЦ-а у управљачких функција у чворовима кориштен је интерни комуникациони протокол. Од свих оперативних одлука које је МУС обављао за одржавање нивоа мрежних услуга, најважније је било маршутирање пакета у мрежи. Основна процедура маршутирања била је централизовано-адаптивна процедура. На бази података о саобраћају пакета у текуће топологије које је добијао од чворова, МУЦ би формирао табелу маршутирања за сваки чвор, које је онда слао свим чворовима. Тада би комуникациони чвор на основи своје табеле маршутирања усмјеравао успостављање виртуелних канала. Чим комуникациони чвор детектује испад линије према неком од сусједних чворова, он прелази на дистрибуирану процедуру маршутирања минималног скока. Кад МУЦ "сазна"  за промјену у топологији, срачунавају се нове табеле за централизовано адаптивно маршутирање, које се шаљу свим комуникационим чворовима, уз истовремено издавање налога за прелаз на централизовану адаптивну процедуру.“

## Развој и имплементација система у Кини
У склопу великог пакета сарадње СФР Југославије и НР Кине, преко Института безбедности у Београду, 1983. године уговорен је и развој система Енергонет-ПС1 за потребе Министарства јавне безбједности НР Кине. Поред конкурената  Искра-Делте из Љубљане и Института Михајло Пупин у Београду, стручњаци Института су оцијенили, а кинеска страна је прихватила да је у то вријеме  Енергоинвест-ИРИС био једини у Југославији који је у стању да реализује тај сложени систем. 
У периоду од 4 године, од краја 1983. године до јесени 1987. године, за истраживање и развој концепта, дизајн и тестирање, те за прву реализацију система Енергонет-PS1 утрошено је преко 100 софтвер инжењер година и око 5 инжењер година за развој хардвера. Пројектни тим је у том периоду имао у просјеку 25 дипломираних инжењера.
у Сарајеву 1987. године успешно је извршено тестирање поузданости система Енергонет-PS1. Програм тестирања поузданости су дефинисали стручњаци у тој области из Института безбедности у Београду према MIL-STD-781C стандарду за поузданост Департмана за одбрану САД. Тестирала се рачунарска комуникациона мрежа базирана на систему Енергонет-PS1 са 10 комуникационих чворова и редундантним мрежним управљачким центром у конфигурацији и топологији мреже за Министарство јавне безбједности НР Кине. Већи број корисничких рачунара је непрекидно генерисао промет пакета, с тим да су се виртуелни канали периодично успостављали и раскидали. Циљ тестирања је био да се провјери хипотеза да је средње вријеме између испада (MTBF) у систему 144 сата. Дефиниција испада је била базирана на препоруци CCITT X.140  и била је веома ригорозна, тако да се испадом сматрало чак и неочекивано ресетовање виртуелног канала. За вријеме тестирања зграда ИРИС-а у Гундулићевој улици у Сарајеву, по броју, вриједности рачунарске опреме и процесорској снази вјероватно је представљала најскупљу и рачунски најмоћнију тачку у Југославији. Обезбедити неопходну опрему је био изузетан подухват свих радних људи и руководства ИРИС-а.
После опсежних тестирања у Кини уследила је већа производња компоненти у Југославији и имплементација система у Кини која је представљала један од значајних Енергоинвестових извозних програма.
Тадашњи предсједник пословодног одбора СОУР Енергоинвест, Драгутин Брацо Косовац, истицао је вриједност софтверских рјешења као нематеријалног добра, упоређујући цијену релативно мале ПСУ-11 плоче, која је испоручивана за цијену од око 2.000 USD, са сличном цијеном по којој је крагујевачка Застава испоручивала Yugo у Америку, али је зарада Енергоинвеста била далеко већа.

## ЈУПАК и престанак развоја
У склопу пројекта стварања јединствене југословенске X.25 јавне мреже са комутацијом пакета (ЈУПАК), Босна и Херцеговина се опредијелила за систем Енергонет-ПС1, али су се остале републике и поред чињенице да је Енергонет-ПС1 успјешно имплементиран у Кини опредијелиле за страна рјешења. Томе је доприњела чињеница да је Институт за рачунарске и информационе системе Енергоинвест - ИРИС, 1988. године, на инсистрање тадашњег предсједника пословодног одбора СОУР Енергоинвест, Божидара Матића, а уз велико противљење дугогодишњег руководиоца ИРИС-а, Марка Зиројевића, трансформисан у пет независних радних организација. Новостворена РО IRIS COMPUTERS,чији први руководилац постаје Недиљко Билић, у саставу СОУР Енергоинвест, наслијеђује пројекат Енергонет-ПС1, али разбијена и без перспективе Југословенског тржишта, цијелог ЈУПАК-а, остаје без мотива да као до тада улаже само сопствена средства у његов развој. Ипак, уз помоћ средстава Фонда за науку БиХ, IRIS COMPUTERS наставља развој система Енергонет-ПС1, са циљем његове имплементације у Босни и Херцеговини. До почетка грађанског рата у Босни и Херцеговини 1992. године били су инсталирани сви комуникациони чворови као и мрежни управљачки центар у Сарајеву. Након тога, пројекат замире. 